# Slag bij de Aisne (57 v.Chr.)
De Slag bij de Aisne (Lat. Axona) bij de monding van de rivier de Miette in de rivier de Aisne in het huidige Franse departement Aisne was de eerste confrontatie van de Romeinen met de Belgen in 57 v.Chr. tijdens de Gallische oorlog. De coalitie werd bruut neergeslagen waarbij de Romeinen het Belgische grondgebied konden betreden.

## Aanleiding
Nadat de Helvetii onder leiding van Orgetorix en de Sueben onder leiding van Ariovistus werden verslagen ontstond er een Belgisch coalitieleger van ruim 300 000 strijders. Met een leger van zes legioenen trok Caesar de Belgen tegemoet die zich volgens verkenners op het grondgebied van de Remi bevonden. Bibrax, de hoofdstad van de Gallische collaborateurs werd aangevallen door de Belgische opstandelingen toen Caesar bij de Aisne aankwam.

## Verloop
Nu Caesars legaat Sabinus een bruggenhoofd bij de Aisne had gecreëerd met zes cohorten (2880 man) zette Caesar zijn kamp op 12 km van Bibrax op. Dit staat nauwkeurig beschreven in De Bello Gallico.
Caesar zond op verzoek van Iccius zijn Numidische ruiterij, Kretenzische boogschutters en Iberische slingeraars te hulp in een poging de stad alsnog te ontzetten en de Remi bij te staan. Nadat de stad definitief werd verslagen volgden een paar schermutselingen tussen de ruiterij van de Bellovaci, onder Galba, en de Romeinen. Galba viel ook de bruggenhoofden en de stellingen van Sabinus aan. Terwijl de Belgae de drassige rivier overwaden arriveerde de extra ruiterij en boogschutters en na hevige gevechten met zware verliezen was Galba gedwongen zich terug te trekken.

Galba besefte dat de Haedui o.l.v Diviciacus (op bevel van Caesar) zijn eigen land aan het plunderen waren en de proviand raakte op. Er volgde een wanordelijke terugtrekking van de Belgae welke werden achtervolgd door de Romeinse ruiterij en Labienus' soldaten. Zonder zich te kunnen organiseren lieten vele Belgen het leven.
| stam                                              | troepensterkte |
| ------------------------------------------------- | -------------- |
| Bellovaci                                         | 60000          |
| Nerviërs                                          | 50000          |
| Suessiones                                        | 50000          |
| Atrebates                                         | 15000          |
| Morinen                                           | 25000          |
| Menapii                                           | 7000           |
| Atuatuca                                          | 19000          |
| Eburonen, Condrusi, stammen van Germaanse afkomst | 40000          |

## Nasleep
De mislukte opstand zorgde voor een Romeinse doorbraak. De Suessiones en de Bellovaken gaven zich
zonder verdere gevechten over gevolgd door vele andere stammen uitgezonderd de Nerviërs, Atrebates en Viromandui.
Deze werden op hun beurt verslagen in de Slag aan de Sabis. In het laatste oorlogsjaar revolteerden ze opnieuw onder de Arvernische leider Vercingetorix. Vercingetorix leger werd ingesloten in Alesia en een ontzettingsleger faalde.
Gallië was hierna Romeins gebied.
Oorlogen van de Romeinse Republiek
· Romeins-Etruskische Oorlogen
· Romeins-Aequische Oorlogen
· Latijnse Oorlog
· Romeins-Hernicische Oorlogen
· Romeins-Volscische Oorlogen
· Samnitische oorlogen (Eerste, Tweede, Derde)
· Pyrrhische Oorlog
· Punische oorlogen (Eerste, Tweede, Derde)
· Illyrische Oorlogen (Eerste, Tweede, Derde)
· Macedonische Oorlogen (Eerste, Tweede, Derde, Vierde)
· Romeins-Seleucidische Oorlog
· Aetolische Oorlog
· Galatische Oorlog
· Romeinse Verovering van Hispania (Eerste Celtiberische Oorlog, Lusitanische Oorlog, Numantische Oorlog, Sertorische Oorlog, Cantabrische Oorlogen)
· Achaeïsche Oorlog
· Oorlog tegen Jugurtha
· Cimbrische Oorlog
· Servilische Oorlogen (Eerste, Tweede, Derde)
· Bondgenotenoorlog
· Sulla's Burgeroorlogen (Eerste, Tweede)
· Mithridatische oorlogen (Eerste, Tweede, Derde)
· Gallische Oorlog
· Romeinse expedities naar Britannia
· Burgeroorlog tussen Pompeius en Caesar
· Einde van de Republiek (Slag bij Mutina, Burgeroorlog tegen Brutus en Cassius, Siciliaanse Opstand, Perusiaanse Oorlog, Burgeroorlog tussen Antonius en Octavianus)
Oorlogen van het Romeinse Keizerrijk
· Germaanse Oorlogen (Teutoburgerwoud, Marcomannenoorlog, Alemannische Oorlogen, Gotische Oorlog, Visigotische Oorlogen)
· Romeinse verovering van Britannia
· Boudicca
· Armenische Oorlog
· Vierkeizerjaar
· Joodse Oorlog
· Romeins-Parthische Oorlog
· Romeins-Perzische oorlogen
· Burgeroorlogen van de derde eeuw
. Gotische oorlog (376-382)
. Gotische opstand van Alarik I
. Gildonische opstand
. Gotische oorlog (402-403)
. Pictische oorlog van Stilicho
. Oorlog van Heraclianus
. Oorlog van Radegaisus
. Rijnoversteek
. Romeinse Burgeroorlog 427-429
· Val van het West-Romeinse Rijk